# Penal El Sexto
La Cárcel El Sexto fue un centro penitenciario de varones ubicado en el distrito de Lima, en la ciudad homónima, capital del Perú. Estuvo ubicada en la cuadra 13 de la avenida Alfonso Ugarte, en pleno centro de la ciudad. Fue conocida como El Sexto, debido a que en el mismo solar se encontraba ubicada la Sexta Comisaría de la Guardia Republicana. En la actualidad, dicho solar se encuentra ocupado por la "Comisaría Alfonso Ugarte" de la Policía Nacional del Perú.

## Historia
El edificio fue construido en 1904.
El 27 de mayo de 1984, ocurrió un motín en el penal, que generó gran impacto al ser el primer evento de esta naturaleza transmitido en vivo por televisión nacional. Un grupo de 60 reclusos tomó como rehenes a varias personas que visitaban el penal para entregar donaciones, reclamando el fin de los abusos, mejor alimentación y vehículos para salir del penal. Entre los rehenes se encontraba la esposa del embajador de Venezuela. Enterado del incidente, el presidente Fernando Belaúnde Terry ordenó que se realizaran negociaciones para poner fin al problema; sin embargo, los reclusos se mantuvieron inflexibles y acrecentaron su violencia, asesinando frente a las cámaras de televisión a dos de los rehenes. Por la noche, el motín fue develado por un grupo especial de la Guardia Republicana que ultimó a 22 internos, hirió a 40 y dispersó al resto. Después del motín, el penal fue desalojado y la población penitenciaria trasladada a otros penales de la ciudad. El 8 de marzo de 1986, el presidente Alan García Pérez clausuró definitivamente el penal en un acto al que acudió acompañado de su padre Carlos García Ronceros quien sufrió prisión política en El Sexto por su condición de militante aprista.

## Cultura popular
En el campo de la literatura peruana, destaca el libro El Sexto de José María Arguedas, quien se inspiró en la experiencia que pasó preso en este establecimiento y refleja la realidad carcelaria que se vivió en los años 1930 cuando la población carcelaria estuvo conformada por presos políticos. Posteriormente, en 1993, se estrenó la película peruana Reportaje a la muerte basada en los hechos ocurridos durante el Motín del penal El Sexto en 1984.